# Anatoly Tishchenko
Anatoly Tishchenko (em russo:  Анатолий Тищенко, Belaya Kalitva, Rostov, 18 de julho de 1970) é um ex-canoísta russo especialista em provas de velocidade.

## Carreira
Foi vencedor da medalha de bronze em K-4 1000 m em Atlanta 1996, junto com os seus colegas de equipa Oleg Gorobiy, Sergey Verlin e Georgiy Tsybulnikov.